# Deon Thomas
Deon Lavelle Thomas (Chicago, 24 febbraio 1971) è un ex cestista e allenatore di pallacanestro statunitense con cittadinanza israeliana, professionista in Europa.

## Carriera
È stato selezionato dai Dallas Mavericks al secondo giro del Draft NBA 1994 (28ª scelta assoluta).

## Palmarès

### Squadra
- Campionato israeliano: 1

Maccabi Tel Aviv: 2003-04, 2004-05
- Coppa di Israele: 2

Maccabi Tel Aviv: 2003-04, 2004-05
- Eurolega: 2

Maccabi Tel Aviv: 2003-04, 2004-05

### Individuale
- McDonald's All-American Game (1989)